# Rasnitsynitilla
Rasnitsynitilla Lelej, 2006 — род ос-немок из подсемейства Mutillinae.

## Распространение
Ближний восток (Йемен).

## Описание
Мелкие пушистые осы (4—8 мм). Мандибулы с 3 зубцами (вершинный длинный и 2 коротких). Крылья укороченные, с 3 радиомедиальными и 2 дискоидальными ячейками. Клипеус плоский, спереди без зубцов. Нотаули хорошо развиты. Тело в густых волосках. Самка осы пробирается в чужое гнездо и откладывает яйца на личинок хозяина, которыми кормятся их собственные личинки.

## Систематика
3 вида. Относится к трибе Smicromyrmini и по строению гениталий и мандибул близок к родам Sulcotilla Bischoff, 1920, Nemka Lelej, 1985, и Skorikovia Ovchinnikov, 2002. Род назван в честь гименоптеролога Александра Павловича Расницына.
- Rasnitsynitilla brachyptera Lelej, 2006 typus
- Rasnitsynitilla invreai Lelej, 2006
- Rasnitsynitilla schmideggeri Lelej, 2006